# Heckberg

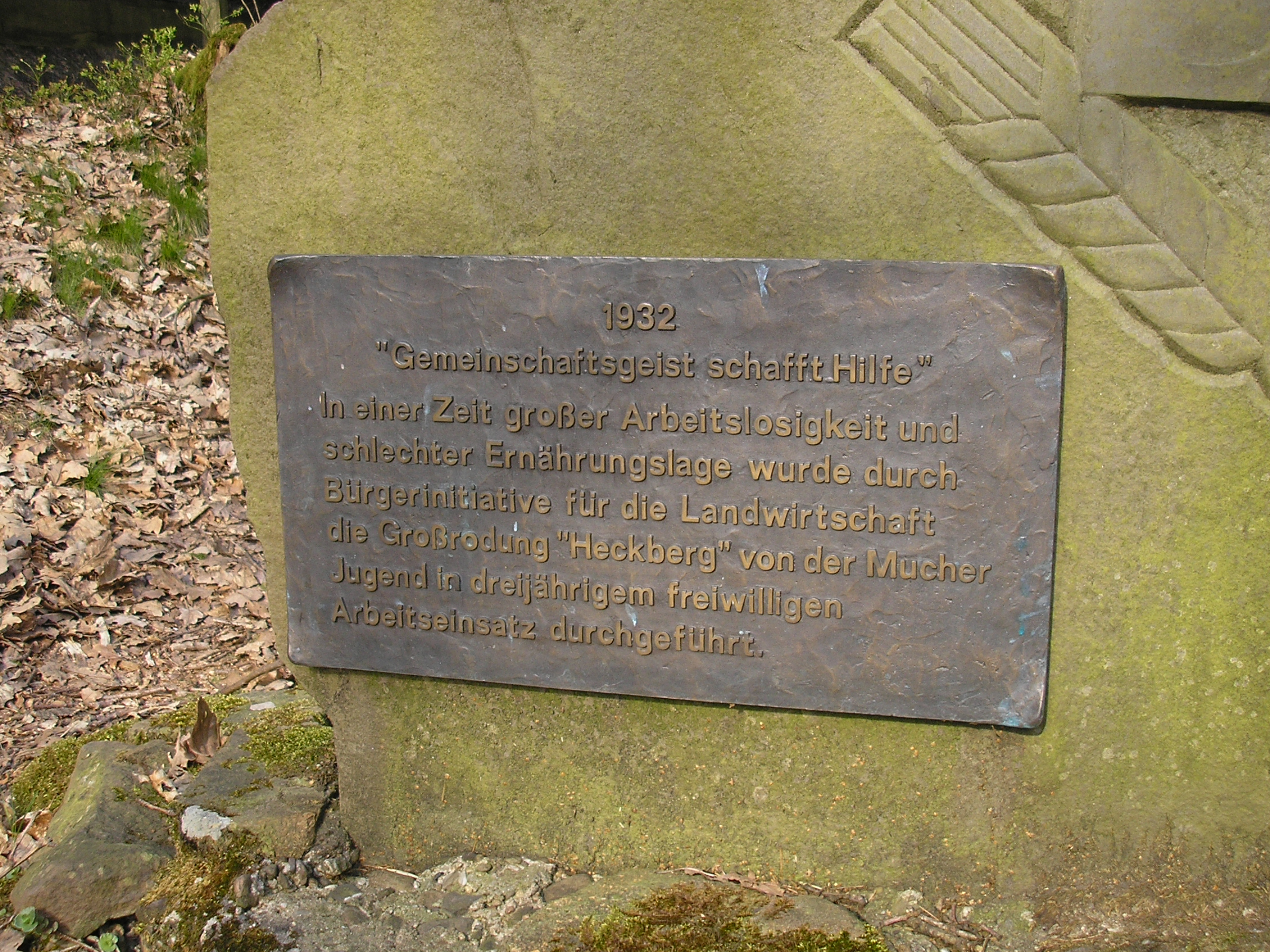
Erinnerungstafel auf dem Heckberg

Der Heckberg bei Heckhaus im nordrhein-westfälischen Rhein-Sieg-Kreis und im Oberbergischen Kreis ist mit 383,4 m ü. NHN die höchste Erhebung des Heckberger Waldes (Heck) im Bergischen Land.

## Geographie

### Lage
Der Heckberg erhebt sich rund 850 m ostsüdöstlich des Dreiländerecks von Rhein-Sieg-Kreis, Rheinisch-Bergischem Kreis und Oberbergischem Kreis im Bergischen Land. Im Naturpark Bergisches Land liegt er im Nordteil des Gemeindegebiets von Much, dessen Kernort sich etwa 4,5 km (Luftlinie) südlich befindet; auf den südlichen Hochlagen des Bergs liegt der Mucher Ortsteil Heckhaus.
Der Heckberg hat zwei bewaldete Bergkuppen, die Südwestkuppe (383,4 m) und die Nordostkuppe (383 m), die knapp 125 m voneinander entfernt sind. Auf seiner Ostflanke entspringt der Heckbach als kleiner Loopebach-Zufluss und zudem der Wahnbach und an der Westflanke dessen Zufluss Gibbinghauser Bach. Rund 2 km westlich befindet sich der Kleine Heckberg (348,1 m), an dem der Naafbach entspringt.
Der mittelalterliche Handelsweg Brüderstraße führte über den Heckberg. Heute ist die Trasse als Elisabethpfad und Kurkölner Weg ausgezeichnet.

### Naturräumliche Zuordnung
Der Heckberg gehört in der naturräumlichen Haupteinheitengruppe Süderbergland (Nr. 33) und in der Haupteinheit Bergland der Oberen Agger und Wiehl (339) zur Untereinheit Heckberger Wald (339.3). Die Landschaft fällt nach Süden in die Untereinheit Mucher Hochfläche (338.5) ab, die zur Haupteinheit Bergische Hochflächen (338) zählt.

## Grube Silberkaule
In der auf dem Heckberg gelegenen Grube Silberkaule wurde bereits im 13. Jahrhundert Blei und Silber abgebaut. Auf dem Berg verläuft ein entsprechender etwa 600 m langer Pingenzug von Osten nach Westen. Der 1868 begonnene Industrielle Betrieb wurde 1892 wieder eingestellt, weil sich eine Verarmung der Erzführung zeigte.

## Schutzgebiete
An der Ostflanke des Heckbergs liegt das Naturschutzgebiet Heckberg (CDDA-Nr. 344676; 2005 ausgewiesen; 2,84 ha groß). Auf seiner Nordflanke befinden sich Teile des Landschaftsschutzgebiets (LSG) Gemeindegebiet Wipperfürth, Lindlar, Engelskirchen (CDDA-Nr. 555558484; 1987; 498,67 km²) und auf der Südflanke solche des LSG in den Gemeinden Windeck, Eitorf, Neunkirchen-Seelscheid, Ruppichteroth und Much sowie den Städten Hennef und Sieg (CDDA-Nr. 555558485; 2006; 270,49 km²).

## Sendeanlage
Zwischen den Bergkuppen des Heckbergs befindet sich eine Richtfunksendeanlage mit Fernmeldeturm. Die Anlage wurde durch die Bundeswehr errichtet, wird aber nicht mehr militärisch genutzt.